# Гаплогруппа C (Y-ДНК)

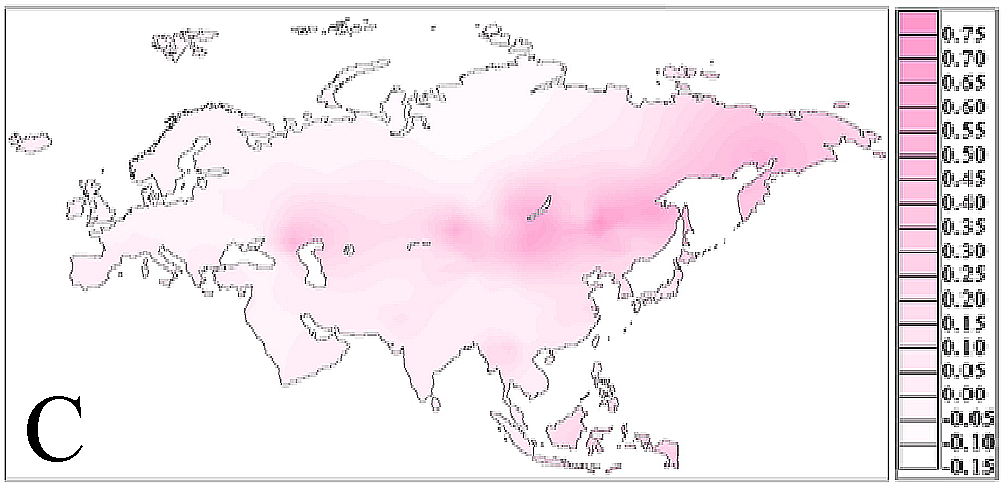
Распространение Y-хромосомной гаплогруппы C-M130 в Евразии

Гаплогруппа C (RPS4Y=M130) — гаплогруппа ДНК Y-хромосомы, распространённая в Восточной и Центральной Азии, в Северной Америке и в Австралии, также отчасти в Европе, Леванте и Японии.
Эта гаплогруппа имеет две основных субгаплогруппы (субклада): С1-F3393/Z1426 (ранее CxC3, то есть старый C1, старый С2, старый С4, старый C5 и старый C6) и С2-M217.
Это одна из очень древних гаплогрупп, распространившихся из вторичного Ближневосточного очага этногенеза. В период с 88 000 по 68 500 проживали потомки гаплогруппы СТ, в период 68 500 по 65 200 проживали потомки гаплогрупп DE CF, и только с этого времени начинается бурное ветвление С, F и D, E.
Определяется полиморфизмами уникальных событий M130/RPS4Y711, P184, P255, P260 — все они являются мутациями SNP. Является родственной Y-хромосомной гаплогруппе F, которая также является потомком более древней Y-хромосомной гаплогруппы CF. В отличие от других гаплогрупп, возникших в тот же период (включая потомков), все подклассы гаплогруппы CF являются неафриканскими, а гаплогруппа C интересна тем, что продвинулась на восток особенно далеко.

## Распространение
Распространение гаплогруппы C-M130 обычно ограничивается Сибирью, некоторыми частями Восточной Азии, Океании и Америки. Из-за огромного возраста она успела накопить многочисленные вторичные мутации, и было идентифицировано множество регионально важных подветвей этой гаплогруппы.
Её субклад С2 распространен у тунгусо-маньчжурских народов, нивхов, халха-монголов, бурят, калмыков, хазарейцев и казахов. C2 (M217) встречается у 50% казахов-уйсунов Старшего жуза, у 66% казахов-кереев, у 37% казахов-найманов Среднего жуза, C2c1a1a1 у 86% казахов-коныратов Среднего жуза, C2b1a2-M48 (ранее С3с)  и у киргизов (племена монолдор и жору).
Субклад C1a2 доминировал в Западной и Центральной Европе до неолита, будучи основной гаплогруппой европейских кроманьонцев. В настоящее время доля C1a2 в Европе невелика, будучи вытесненная сперва неолитическими (G2, I1, I2) так и более поздними переселенцами — носителями R1a, R1b, N1c, E1b1b.

## Теории миграции

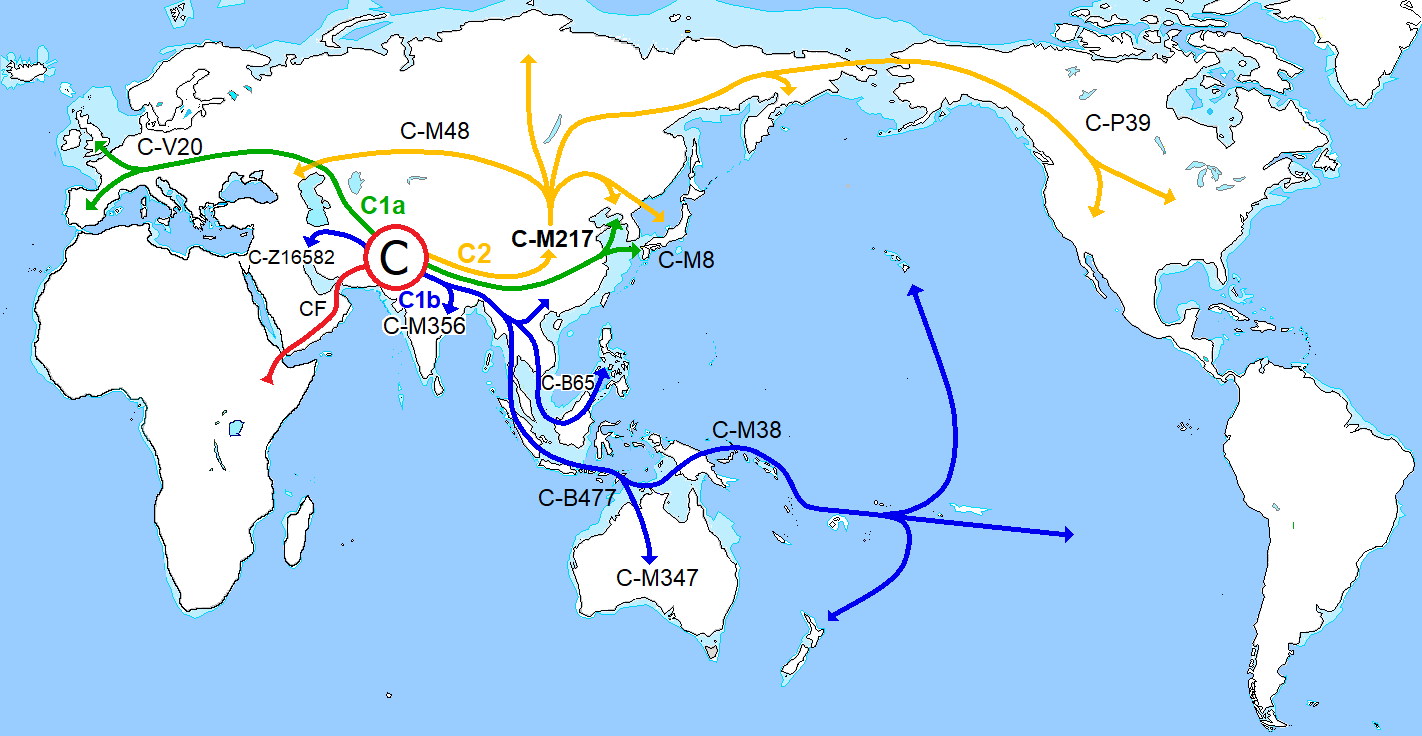
Y-хромосомная гаплогруппа C-M130: происхождение, субклады, предполагаемые миграции

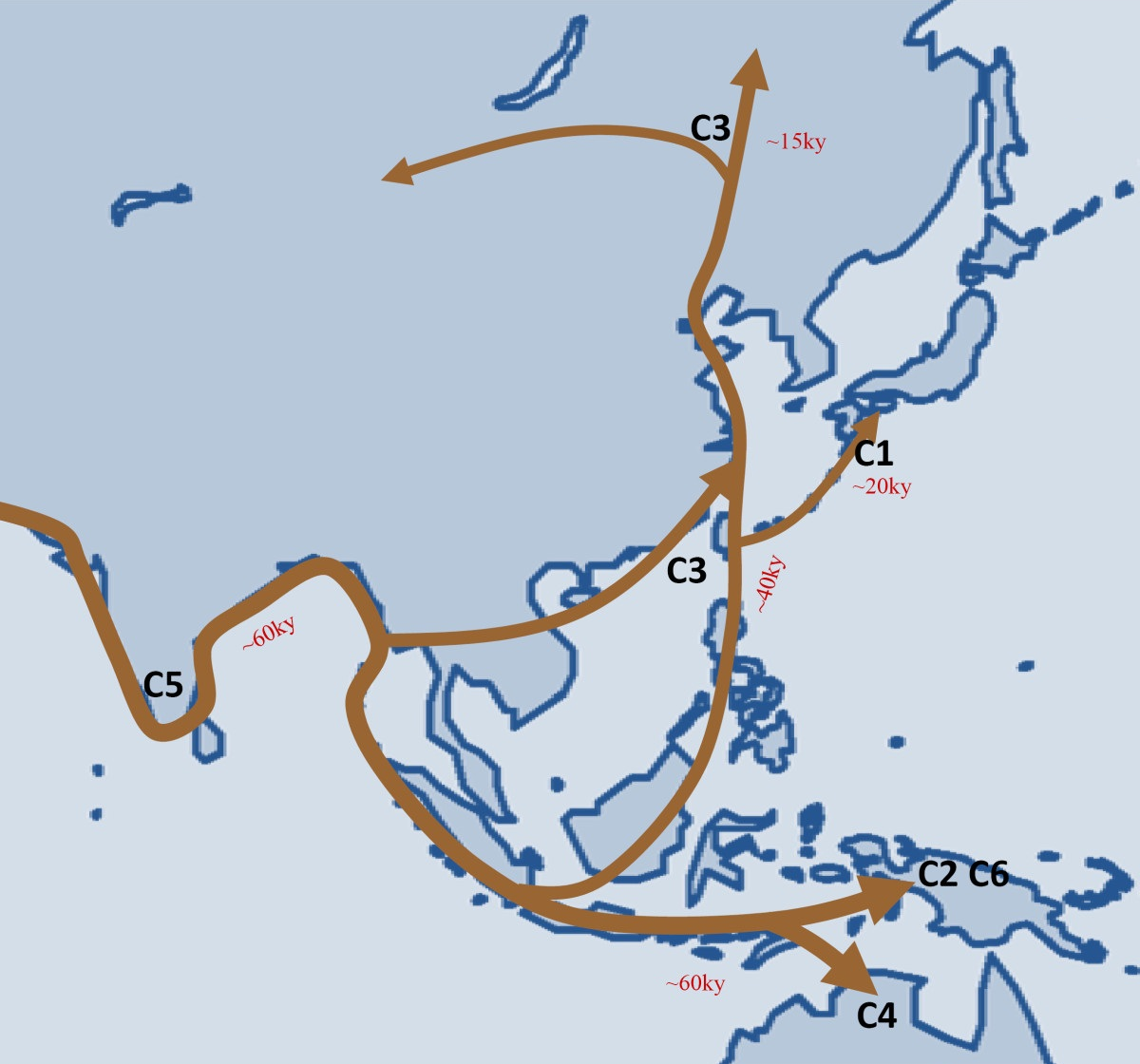
Маршрут миграции гаплогруппы C в Восточной и Южной Азии

Определяющая гаплогруппу C мутация M130 произошла, скорее всего, в период 88 000-68 500 лет назад когда ОНП-мутации M168 из Y-хромосомной гаплогруппы BT выделилась Y-хромосомная гаплогруппа 'CT, а из последней — посредством мутации P143 гаплогруппа CF. По данным компании YFull Y-хромосомная гаплогруппа C-M130 образовалась 65,9 тыс. л. н. Последний общий предок современных носителей гаплогруппы C-M130 жил 48,4 тыс. л. н. C1-F3393 образовалась 48 800 л. н. Последний общий предок современных носителей гаплогруппы C1-F3393 жил 47 200 л. н.

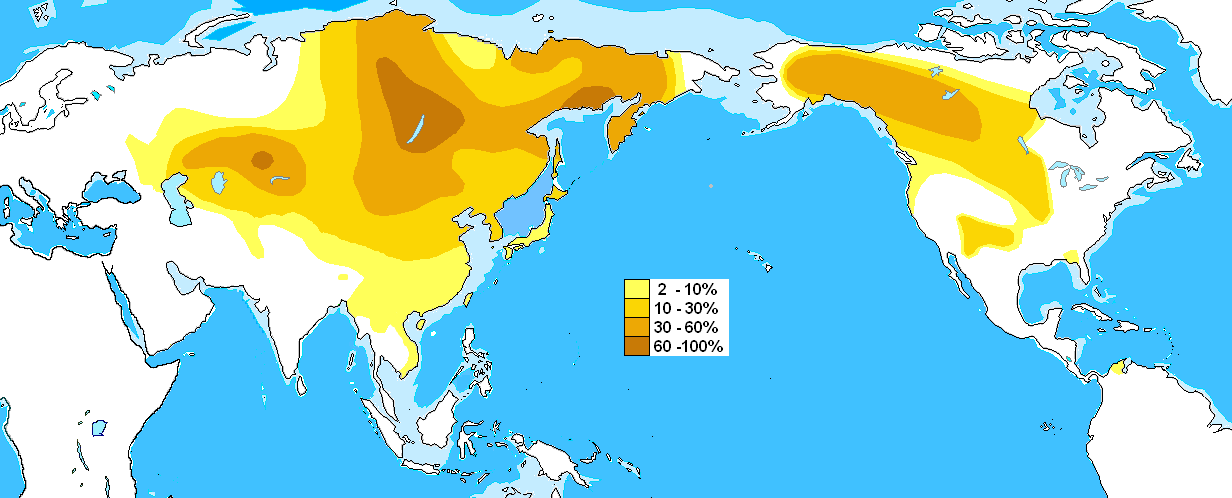
Распространение Y-хромосомной гаплогруппы C2-M217

C2-M217 образовалась 48 800 л. н. Последний общий предок современных носителей гаплогруппы C2-M217 (ранее C3) жил 34 000 лет назад.
Гаплогруппа С претерпела первоначальное быстрое расширение вскоре после 54 тыс л. н. и к 50 тыс. л. н. уже имела восемь субветвей. Линии C1-F3393 найдены сегодня от Европы до Восточной, Юго-Восточной, Южной Азии и в Океании, в то время как более распространённые линии C2-M217 в настоящее время встречаются в Восточной и Южной Азии, а в Центральной и Западной Азии появились относительно поздно в период экспансии монголов.
Хотя сегодня наибольшая концентрация гаплогруппы C наблюдается среди коренного населения Монголии, Дальнего Востока России, Полинезии, аборигенов Австралии. Гаплогруппа С доминирует у западных бурят, эвенков и юкагиров, достигая частот 61,3 %, 69,2 % и 80 % соответственно.
Наибольшее разнообразие данной гаплогруппы обнаружено среди населения Индии, из чего некоторые исследователи делают предположение, что она либо произошла, либо существовала наиболее длительное время в своей истории на территории побережья Южной Азии. Субклад C8-CTS5573 был обнаружен у японцев, отобранных в Токио (JPT). Японский субклад C1a1-M8 вместе с европейской и непальской линией C1a2-V20 образуют одну ветвь C1a-CTS11043 (C1'8-CTS824). Это поддерживает гипотезу о том, что общий предок европейской и непальской ветви C1a2-V20 жил в палеолите в Восточной Азии (по данным компании YFull субклад C1a2-V20 образовался 46,7 тыс. л. н., последний общий предок современных носителей субклада C1a2-V20 жил 42,5 тысячи лет назад).
Согласно одной из гипотез, гаплогруппа C связана с теорией прибрежной миграцией первобытных людей через Южную Азию в Юго-Восточную Азию и Австралию, а затем на север вдоль по азиатскому побережью. Другая гипотеза предполагает внутренний континентальный маршрут миграции (Inland Route).
По мнению ряда исследователей, гаплогруппы C и D попали в Восточную Азию вместе, в рамках одной и той же популяции, которая впервые успешно колонизировала этот регион, однако в настоящее время распространение гаплогрупп C и D сильно различается. Различные субклады гаплогруппы C встречаются с высокой частотой среди аборигенов Австралии, полинезийцев, микронезийцев, монголов, западных бурят, калмыков, казахов и аборигенных народов Дальнего востока России, а также с умеренной частотой среди корейцев и маньчжуров. С частотой около 15 % субклад C2-M217 встречается у айнов. С другой стороны, гаплогруппа D встречается с высокой частотой только среди тибетцев, японцев (особенно айнов) и жителей Андаманских островов, однако не обнаружена ни в Индии, ни среди индейцев или аборигенов Океании.
По данным компании YFull гаплогруппа C1-F3393/Z1426 разделилась на ветви C1a-CTS11043 и C1b-F1370 47 300 лет назад. Разделение гаплогрупп C1-F3393/Z1426 и С2-M217 на субклады происходило в Сибири до Последнего ледникового максимума.
По данным генетиков линии C1b-F1370 (ISOGG 2018) из Южной Азии, представленными субкладами C1b1a1-M356 из Индии и C1b1a2-AM00847/AMM008/B65 из Борнео (Калимантан), разошлись с линиями, представленными субкладами C1b2b-M347/P309 из Австралии и C1b2a-M38 из Новой Гвинеи, 54 тыс. л. н. (95%-й доверительный интервал: 47,8—61,4 тыс. л. н.). C1b2b аборигенов Австралии и C1b2a папуасов разошлись 50,1 тыс. л. н. (95%-й доверительный интервал: 44,3—56,9 тыс. л. н.). По данным компании YFull гаплогруппа C1b-F1370 разделилась на ветви C1b1-AM00694/K281 и C1b2-B477/Z31885 47 200 лет назад.
В период от 15,3 до 14,3 тыс. л. н. от гаплогруппы C2-M217 образовалось 8 субветвей. В Берингию мигрировали 3 субклада, а Америки достиг один субклад C2b1a1a-P39 (ISOGG 2018) или C2a1a1a-P39 (ISOGG 2019). C2a1a1-F3918 включает в себя субклад C2a1a1a-P39, который с высокой частотой обнаруживался в выборках некоторых коренных североамериканских популяций, и субклад C2a1a1b-FGC28881, который в настоящее время встречается с различной (но в целом довольно низкой) частотой по всей евразийской степи от провинций Хэйлунцзян и Цзянсу на востоке до турецкой провинции Гиресун, Подляского воеводства и Южно-Чешского края на западе.
Предполагается, что в Америку гаплогруппа C2-M217 попала около 8—6 тысяч лет назад вместе с носителями языков на-дене и разошлась вдоль северо-западного побережья Северной Америки.

## Структура
C* (M130/Page51/RPS4Y711, M216) имеет два субклада: C1 и C2, которые имеют свои нижестоящие субклады.
- C1 (F3393)
  - C1a (CTS11043)
    - C1a1 (M8)
      - C1a1a (P121)
        - C1a1a1 (CTS9336)
          - C1a1a1a (CTS6678)
          - C1a1a1b (Z1356)

        - C1a1a2 (Z45460)

    - C1a2 (ранее C6) - (V20)
      - C1a2a (V182)
        - C1a2a1 (V222)
        - C1a2a2 (Z29329)

      - C1a2b (Z38888)

  - C1b (F1370)
    - C1b1 (K281)
      - C1b1a (B66/Z16458)
        - C1b1a1 (ранее C5) - (M356)
        - C1b1a2 (B65)

    - C1b2 (B477/Z31885)
      - C1b2a (ранее C2) - (M38)
        - C1b2a1 (M208)
          - C1b2a1a (P33)
          - C1b2a1b (P54)

      - C1b2b (ранее C4) - (M347)
        - C1b2b1 (M210)
- C2 (ранее C3) - (M217)
  - C2a (M93)
  - C2b (L1373/F1396)
    - C2b1
      - C2b1a
        - C2b1a1
          - C2b1a1a (P39)

        - C2b1a2 (ранее C3c) - (M48)

  - C2c (C-F1067)
    - C2c1 (F2613/Z1338)
      - C2c1a (Z1300)
        - C2c1a1
          - C2c1a1a
            - C2c1a1a1 (M407)

## Палеогенетика
- C1 (C-F3393) определили у образцов ВВ7-240 и CC7-335 возрастом более 45 тыс. л. н. из пещеры Бачо Киро (Болгария)[19]
- C1b-F1370 определили у образца Костёнки 14 со стоянки Маркина Гора (костёнковские стоянки), жившего около 37 тыс. лет назад (верхний палеолит)[20][21] (субклад C1b1-K281>Z33130>Z33130*[22])
- C1a определили у образца GoyetQ116-1 (ориньякская культура) из пещеры Гойе[фр.] в Бельгии (около 35 тыс. л. н.)
- C1a2 определили у четырёх образцов со стоянки Сунгирь (34,65—33,7 тыс. л. н.). C-Y37006* у Сунгирь 4 и C-Y37020 у Сунгирь 2 и 3[23]
- C1a2 определили у образца Pavlov 1 из Чехии (около 30 тыс. л. н.)[20]
- C1a2 определили у образца Vestonice 16 из Дольни-Вестонице (граветт Чехии, около 30 тыс. л. н.)[24]
- C1a2 определили у анатолийского охотника-собирателя ZBC из местечка Pınarbaşı в турецкой провинции Конья, жившего 13 642 — 13 073 лет до нашей эры[25].
- C2a1a1-F3918>C-F3918*[26] (ISOGG 2019) определили у представителя селенгинской культуры UKY001 (14 054—13 771 л. н.) из Усть-Кяхты в Бурятии[27]
- C1a1a определили у представителя азильской культуры BAL003 (12 830—10 990 лет до настоящего времени) из Бальма де Гилания или Бальма де ла Гвинеу (Balma Guianya) в Пиренеях (испанская провинция Льейда)[28]
- Гаплогруппу C определили у анатолийского фермера ZMOJ из местечка Бонджуклу (Boncuklu), жившего 8300—7800 лет до нашей эры (Анатолия)[25]
- C2c-P53.1 определили у представителя мезолитической культуры Лепенски-Вир[29]
- C2b (ISOGG 2018) или C2a>C-L1373 (ISOGG 2019) определили у образца CP19 (Lapa01 (Burial 1)) из бразильского Лапа до Санто[англ.] (10 160—9600 лет до настоящего времени)[30]
- C1a2 определили образцов 2779 F.265 и 5357 F.576 (7035—6680 лет до н. э.) из Чатал-Хююка (Турция)[31]
- C1a2-V20 определили у неолитического образца из местонахождения Barçın[тур.] в Турции с датировкой 8500—8200 лет назад[32]
- C1a2b определена у образца LEPE48 (8012—7867 лет до настоящего времени) из Лепенски-Вира в Сербии и у представителя культуры линейно-ленточной керамики (LBK) Dil16 (7235—6998 лет до н. в.) из Dillingen-Steinheim в Германии[33]
- Гаплогруппу C определили у образца La368 культуры Хоа-Бинь (около 7888 лет назад) из Лаоса[34]
- У темнокожих и голубоглазых мезолитических братьев из пещеры Ла Бранья-Аринтеро (La Braña 1, La Braña 2[исп.]), найденных в провинции Леон (северо-запад Испании) определена Y-хромосомная гаплогруппа C1a2 (ранее обозначалась как C6)[35][36]
- Гаплогруппу C определили неолитического обитателя Малык-Преславеца (Болгария)[24]
- C2b-L1373 (ISOGG 2018) или C2a2-M217>MPB373/L1373 (ISOGG 2019) определён у образца NEO239 (7545 лет до настоящего времени) из пещеры Чёртовы Ворота в Приморье[37]
- C1a2 определили у представителя культуры кардиальной керамики из хорватской пещеры Земуника (Zemunica) близ Биско, жившего около 7,5 тыс. лет назад[24]
- C1a2 определили у раннеолитического (~5460—5220 лет до н. э.) образца UZZ61 из Сицилии[38]
- C1a2 (ранее обозначалась как C6) определили у представителя культуры линейно-ленточной керамики из венгерского местонахождения Apc-Berekalja I, жившего примерно 4950—5300 лет назад, и у представителя восточной культуры линейно-ленточной керамики (Alföld Linear Pottery) из венгерского местонахождения Kompolt-Kigyósér, жившего примерно 4990—5210 лет назад[39]
- C2b-F1396 определили у представителей культуры Бойсмана (~5000 лет до н. э.) в Приморском края[40][41]
- Гаплогруппу C определили у представителя культуры неолита/халколита Хуншань (Китай)[42][43]
- C2b1a1 (ISOGG 2018) определили у энеолитического образца NIZ001 (4445–4337 лет до н. э.) из Нижнетытескенской пещеры I в Горном Алтае[44]
- C1a-V20>C-V86>C-V182>C-V3918>

C-Y173810>C-Y173810* определили у представителя трипольской культуры VERT103 из украинской пещеры Вертеба
- C1a2 определили у образца AID002 из позднего бронзового века Греции (микенский некрополь Аидония, мтДНК: R0a1a)[47]
- C2b1a1b-F3830 (ISOGG 2015) определили у образца TL1а (Жужаньский каганат)[48]
- C2b1b/F845 и C2a1a1b1a/F3830 определили у 6 кочевников с Монгольского плато, живших в период с позднего неолита до династии Юань (~3500—700 л. н.)[49]
- C1b1a2b определили у образца AMA001 (2258 ± 30 л. н.) с острова Моротай (Aru Manara, провинция Северное Малуку, Индонезия)[50]
- C2a1a1b1a2a1-FGC28857 определили у китайского императора У-ди (митохондриальная гаплогруппа C4a1a+195)[51]
- C2a2-M217>MPB373/L1373>F1756 (ISOGG 2019) определили у образца bla001 (1344—1270 л. н., VII век) со стоянки Октябрьское (Oktyabr'skoe (burial 2)) в Амурской области[52]
- C2a1a1b1b-Y10442/etc (xZ31688,Z31693) определили у раннего аварского военного лидера FGDper4 (Early Avar military leader, 620—660 гг.)[53]
- C2e1 определили у образца SUTE1 (мтДНК: C7a2) из совместного захоронения (M1401) на кладбище Гуюань в Нинся-Хуэйском автономном районе КНР, датируемого династией Тан (618—907 года)[54]
- C2b1a3a1a-Y4580 (с отрицательной Y4541) определили у члена армии хана Джучи (образец DA28), похороненного в золотоордынском погребении XIII—XIV века в горах Улытау (Казахстан)[55]
- C2c1a1a1-M407 Бату-Мункэ Даян-хан (1474–1517 гг. н.э., правитель Северного Юаньского ханства)[56]

## Известные представители гаплогруппы C
- Джучиды С2а3-F4002[57][58]
- Айсинь Гьоро C2b1a3a2-F8951[59]
- Гантимуровы C2b1b (C-L1372)[60], по позднейшим уточнённым данным терминальный SNP — C-B80.
- Даянханиды С2с1а1а1 - М-407